# دافني أشبروك
دافني أشبروك (بالإنجليزية: Daphne Ashbrook)‏ هي ممثلة أمريكية، ولدت في 30 يناير 1963 في لونغ بيتش في الولايات المتحدة.

## أعمال

### مسلسلات
- إن سي آي إس
- جاغ
- موردر
- التحقيق في موقع الجريمة
- كولد كيس

## وصلات خارجية
- الموقع الرسمي
- دافني أشبروك على موقع IMDb (الإنجليزية)
- دافني أشبروك على موقع ألو سيني (الفرنسية)
- دافني أشبروك على موقع أول موفي (الإنجليزية)
- دافني أشبروك على موقع قاعدة بيانات الأفلام السويدية (السويدية)
- دافني أشبروك على موقع ديسكوغز (الإنجليزية)
- دافني أشبروك على موقع قاعدة بيانات الفيلم (الإنجليزية)
- دافني أشبروك على موقع كينوبويسك (الروسية)